# Église de la Nativité-de-la-Bienheureuse-Vierge-Marie (Verkhneïe Miatchkovo)
L'église de la Nativité-de-la-Bienheureuse-Vierge-Marie (Церковь Рождества Пресвятой Богородицы) est une église paroissiale orthodoxe du doyenné de Ramenskoïe de l'éparchie de Moscou. Elle se trouve à Verkhneïe Miatchkovo (ancien district rural d'Ostrovtsy) du raïon de Ramenskoïe dans l'oblast de Moscou.

## Histoire

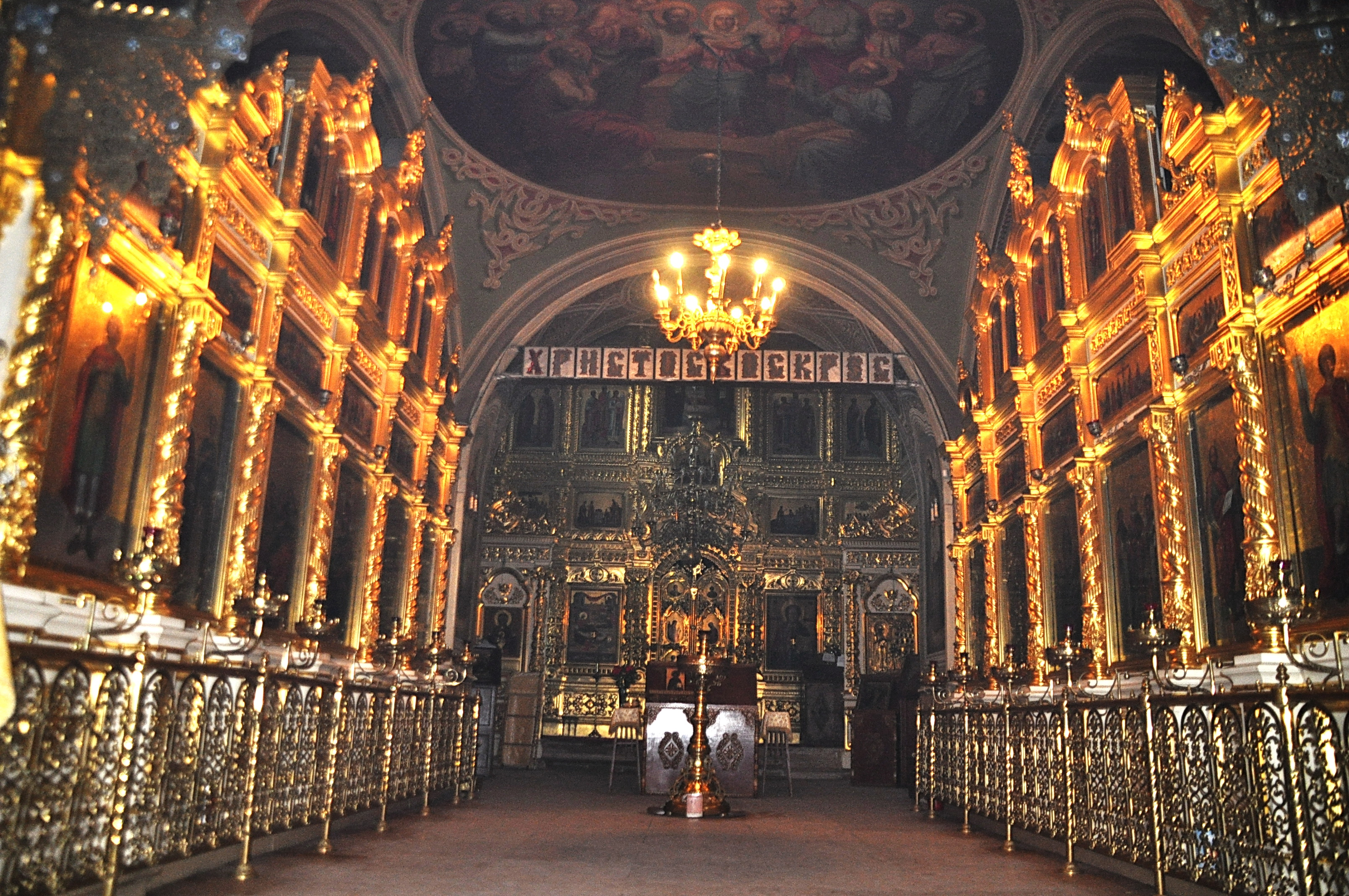
Intérieur de l'église.

L'église est construite en 1770. Elle est saccagée pendant la guerre de 1812 contre les armées napoléoniennes. C'est l'une des rares églises de l'oblast à ne pas être fermée pendant la période soviétique. Il y a eu une tentative de fermeture en 1918, mais les habitants s'y sont opposé et cela a provoqué l'arrestation du recteur de l'église par les Bolchéviques; pendant quelque temps il n'y a donc pas de célébrations, puis après sa libération le prêtre a continué à servir jusqu'à sa mort en 1921. En 1922, les objets liturgiques sont confisqués. Dans les années 1970, l'église est dans un piteux état, le parapet est progressivement détruit et la maçonnerie tombe en ruines.
En 1984, un nouveau recteur est nommé en la personne du prêtre Alexandre Cheredekine qui commence tant bien que mal à restaurer l'édifice. Après la normalisation des liens entre les différents cultes et l'État dans les années 1990, l'église connaît une restauration d'ensemble entre 1995 et 2004.
L'intérieur de l'église est remarquable, ayant conservé son iconostase d'origine, ses boiseries dorées, ses fresques.

Portail et clocher.

## Source de la traduction
- (ru) Cet article est partiellement ou en totalité issu de l’article de Wikipédia en russe intitulé « Церковь Рождества Пресвятой Богородицы (Верхнее Мячково) » (voir la liste des auteurs).